# Philostephanus himalayicus
Philostephanus himalayicus – gatunek pluskwiaka z rodziny tasznikowatych i podrodziny Mirinae.
Gatunek ten opisany został w 1998 roku przez N. Lu i L.-Y. Zhenga jako Arbolygus himalayicus. Jego redeskrypcji i przeniesienia do rodzaju Philostephanus dokonali T. Yasunaga i M.D. Schwartz. Prawdopodobnie tworzy monofiletyczną grupę gatunków z P. pronotalis i P. taiwanensis.
Ciało podłużno-owalne, o prawie równoległych bokach, u samców długości od 7,1 do 7,3 mm, a u samic od 7,2 do 7,3 mm. Głowa jasnobrązowa, lekko ziarenkowana, bardzo skąpo i krótko owłosiona. Po bokach czoła kilka rzędów poprzecznych, ciemnobrązowych przepasek. Ciemię pośrodku przyciemnione, opatrzone płytką bruzdą podłużną i słabo zaznaczonym poprzecznym żeberkiem u nasady. Czułki ciemnobrązowe z jasnobrązową grzbietową stroną pierwszego członu i nasadami pozostałych. Przedplecze prawie niepunktowane, błyszczące, czarniawobrązowe, niekiedy z żółtawobrązowymi bokami. Półpokrywy kasztanowobrązowe z jaśniejszymi elementami, jednolicie pokryte jedwabistym owłosieniem. Odnóża słomkowe z ciemnobrązowymi pierścieniami na udach i brązowymi kolcami na goleniach. Narządy rozrodcze samca o silnie zesklerotyzowanej wezyce, krótkim i smukłym sklerycie wierzchołkowym oraz rogokształtynych sklertach bocznych i brzusznym. Genitalia samic silnie zesklerotyzowane.
Pluskwiak znany z Nepalu, Tybetu i Junnanu.